# Convento de la Hoz

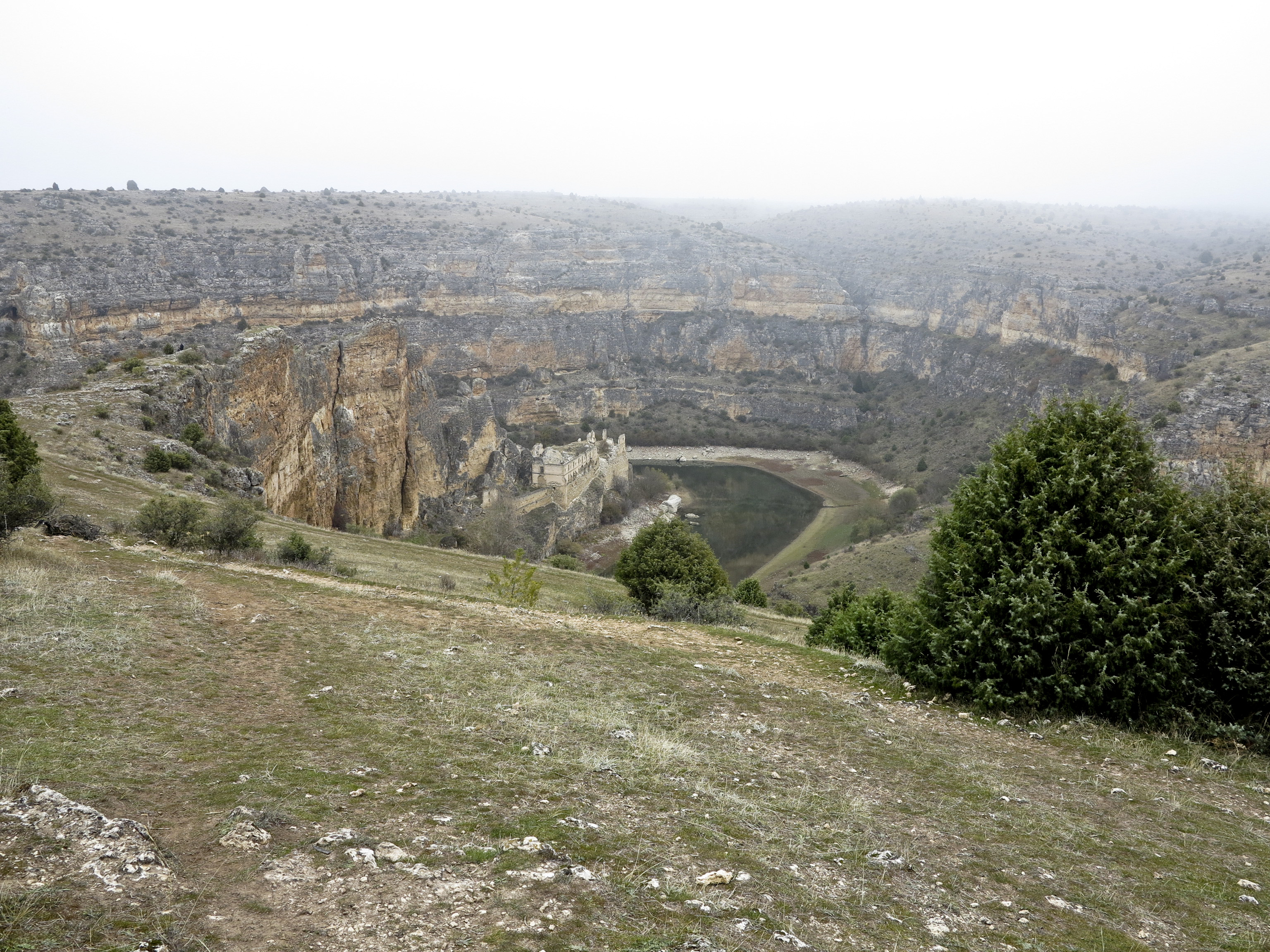
Klostret ligger svårtillgängligt på en liten landtunga i floden Duratóns kanjon.

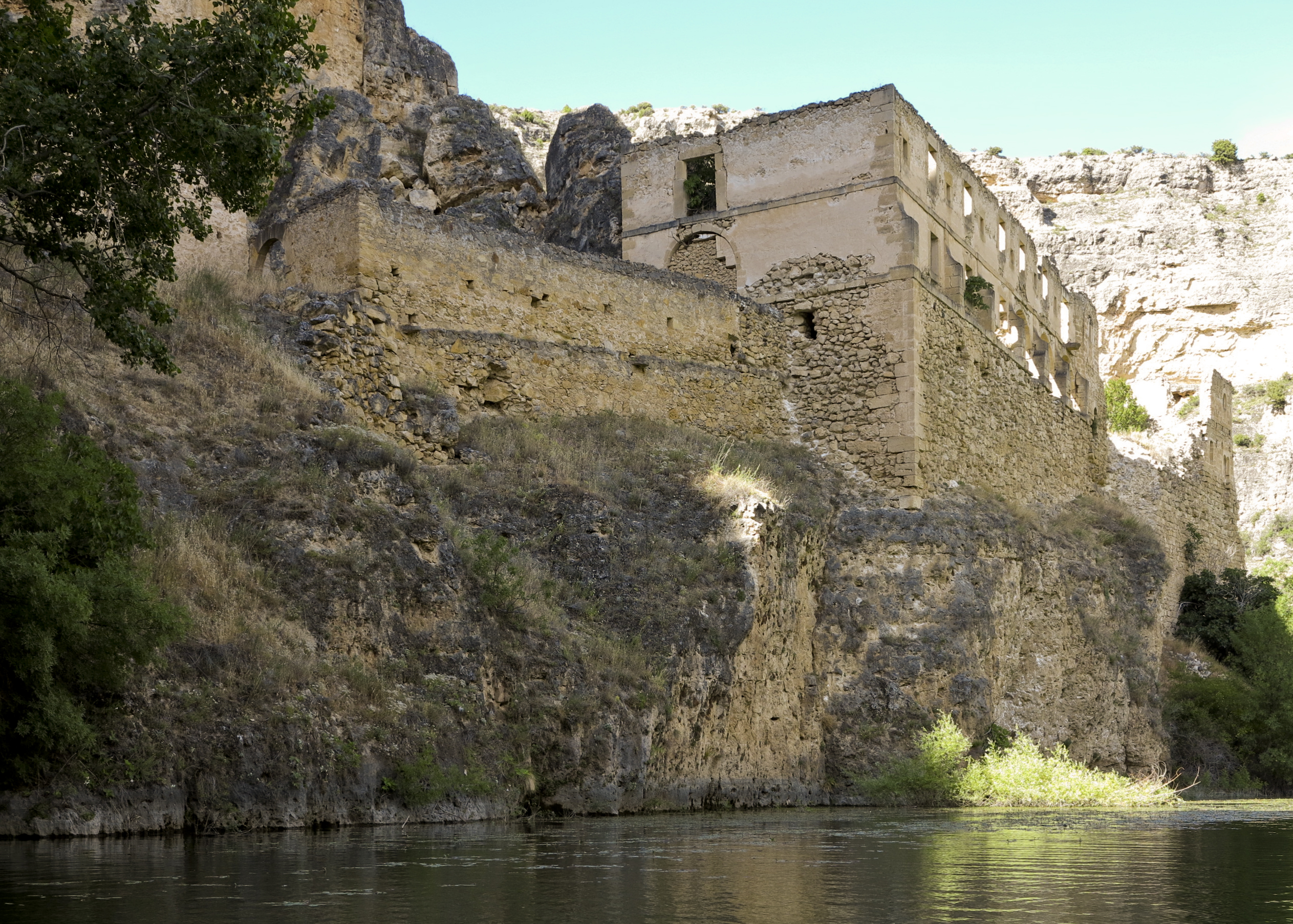
Klostret ligger vid kanten av den lilla halvön som meandern har skapat.

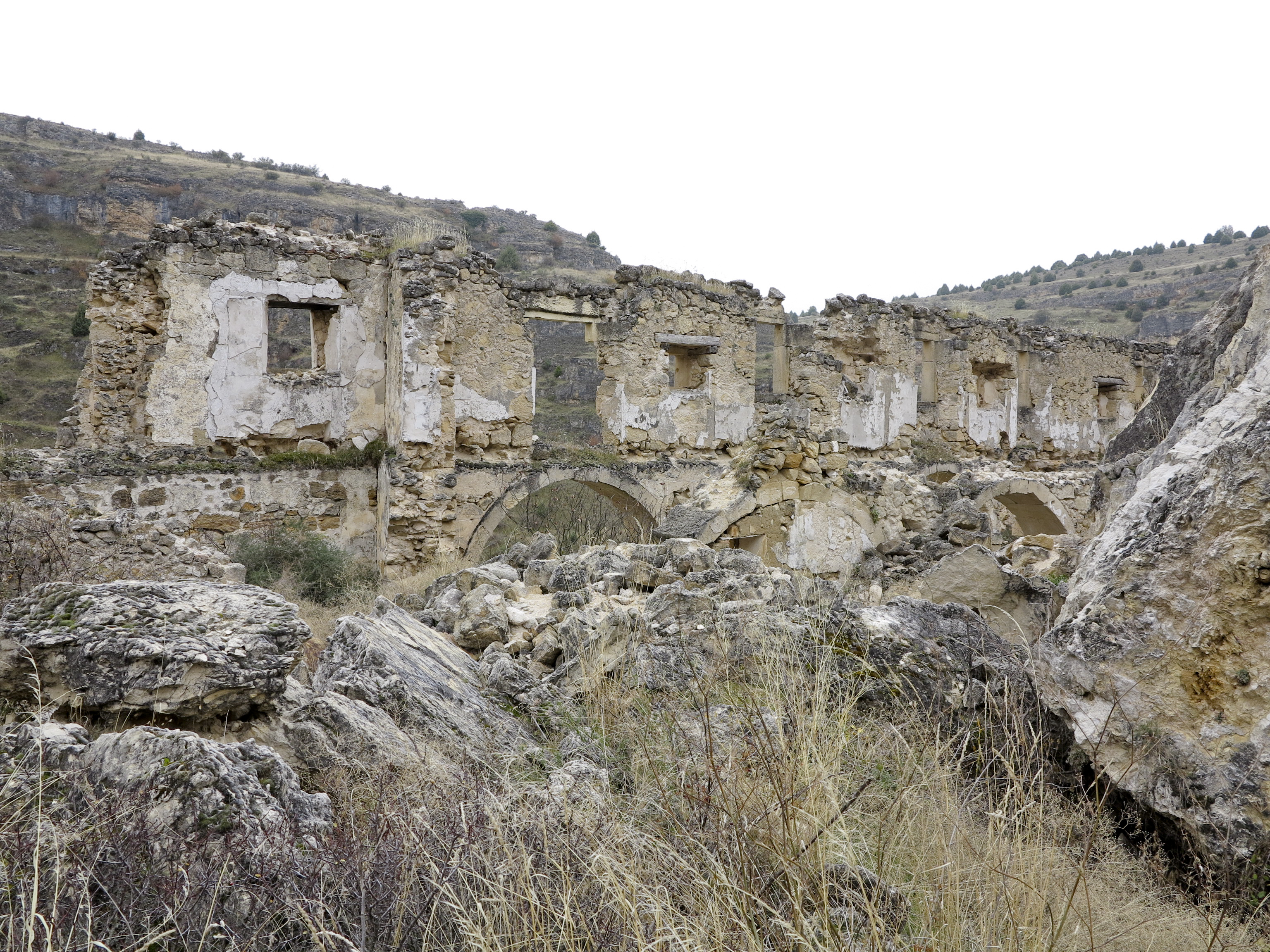
Södra väggen med de tre bågarna, sedd inifrån klostret.

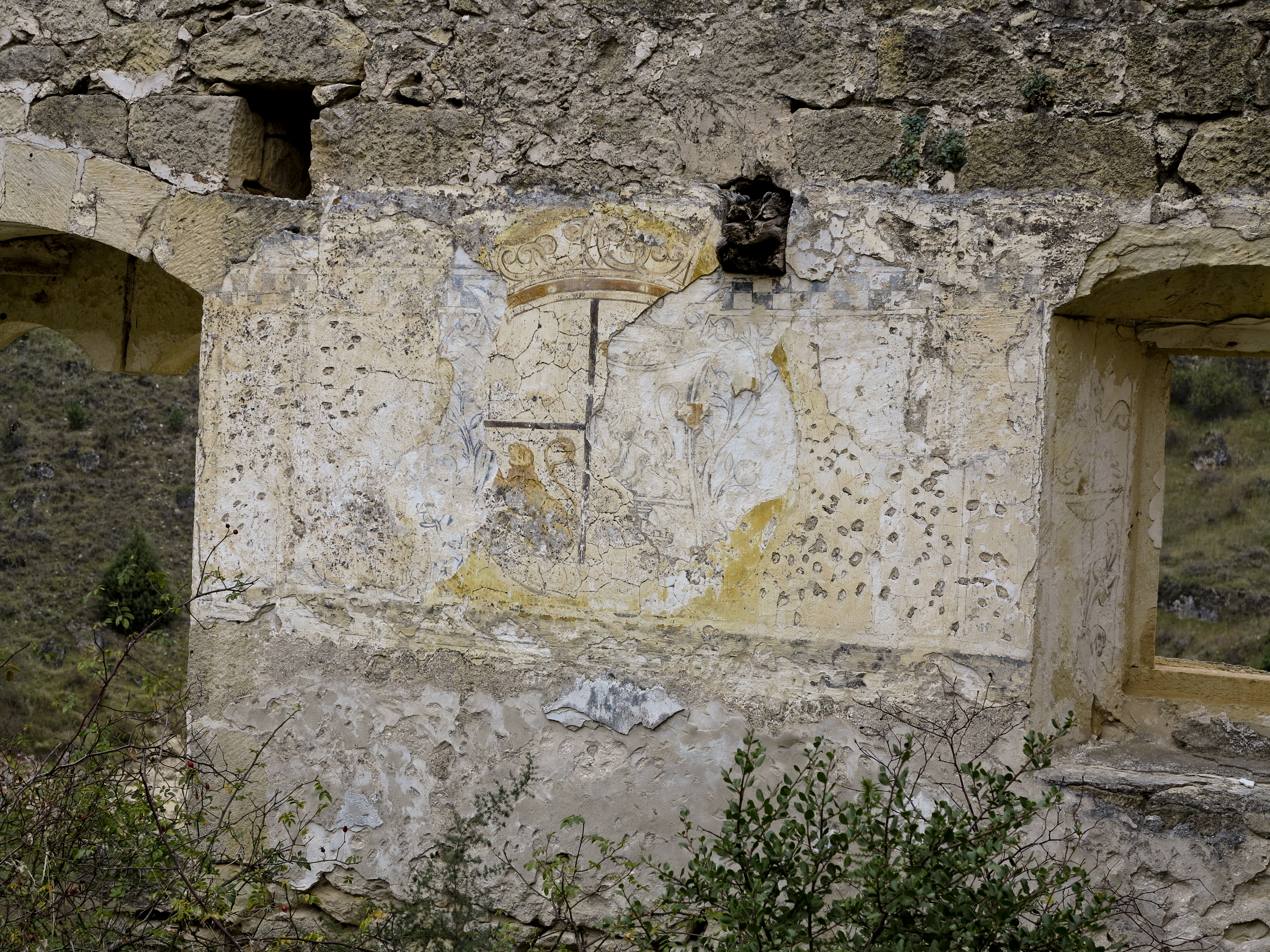
Del av väggen i basilikan.

Convento de la Hoz (Convento de Nuestra Señora de los Ángeles de la Hoz del Río Duratón) är ett klosterkomplex, nu i ruiner, beläget i floden Duratóns kanjon Hoces del Río Duratón, i den spanska kommunen Sebúlcor, i Segovia, Kastilien och León.
Klostret har förklarats som BIC (kulturminnesmärke) av Kastilien och León.
Klostret grundades år 1231 av Franciskanerorden, som levde där till klostret övergavs 1835 på grund av desamortifikationen under Mendizábal (en historisk process där viss egendoms status som fideikommiss upphörde). I klostret tillbads Nuestra Señora de los Ángeles de la Hoz.

## Läge och tillträde
Klostret ligger i den nordligaste delen av Sebúlcor i botten av en av meandrarna, på en liten landtunga som sticker ut i flodbädden. Klostrets placering beskrevs av franciskanerbrodern Felipe Vázquez i hans verk Historia de Nuestra Señora de los Ángeles de la Hoz (Valladolid, 1786) på följande sätt: 
| ” | Där vilar ett kloster på ett gräsligt djup. Vilar, säger jag, för det är som en dyster gravplats. | „ |

När fördämningen Embalse de Burgomillodo byggdes 1953 sattes de lägre delarna av hoces del Duratón under vatten och de vanliga tillträdesvägarna som klostret hade blev på så sätt avstängda, en i väster, kallad "Portillo de las Tres Cruces" (”Tre kors”-passet), och den andra i söder, kallad "Portillo de Pedraza" (”Pedraza-passet”) och en svårtillgängligare och mer sällan använd väg känd som "Sepúlveda-vägen". För närvarande måste man ta sig till klostret med båt, men undantag för den tid på året då vattennivån i fördämningen är låg och tillåter en vandring längs flodbädden.

## Beskrivning
Enligt berättelsen av broder Felipe Vázquez fanns i klostret, på denna lilla landtunga
| ” | ett vackert kapell eller kyrka som var välförsett med två skepp, mycket bra kor, en tillräcklig sakristia, en vacker camarín .../... Och för kaplanerna, verkligen fattiga, ger detta nämnda lilla utrymme en mycket religiös avskildhet, och konventet, med alla motsvarande rum, pelargalleri uppe och nere, passager och sovsalar, kort sagt saknas det inte något av det som skulle finnas i det bästa konventet i denna välsignade provins, vilket regelbundet har en gemenskap av tjugoåtta religiösa, eller trettio som brukar bo där .../... För att försörja de gudfruktiga gästerna, finns det också på det nämnda lilla utrymmet ett rymligt hus, och ett litet torg, och det är beundransvärt att se vilken sinnrikhet man visar för att på en sådan liten plats göra allt detta. | „ |

Efter att konventet har övergetts har ruinerna tagit över platsen och det finns numera några fasadväggar som står längs kanten på halvön som meandern skapar, den södra ganska komplett med tre bågar. I dessa murar ser man fönsteröppningar och bågspända dörröppningar och gallerier. Ännu kan man se några målade vapensköldar.

## Bilder

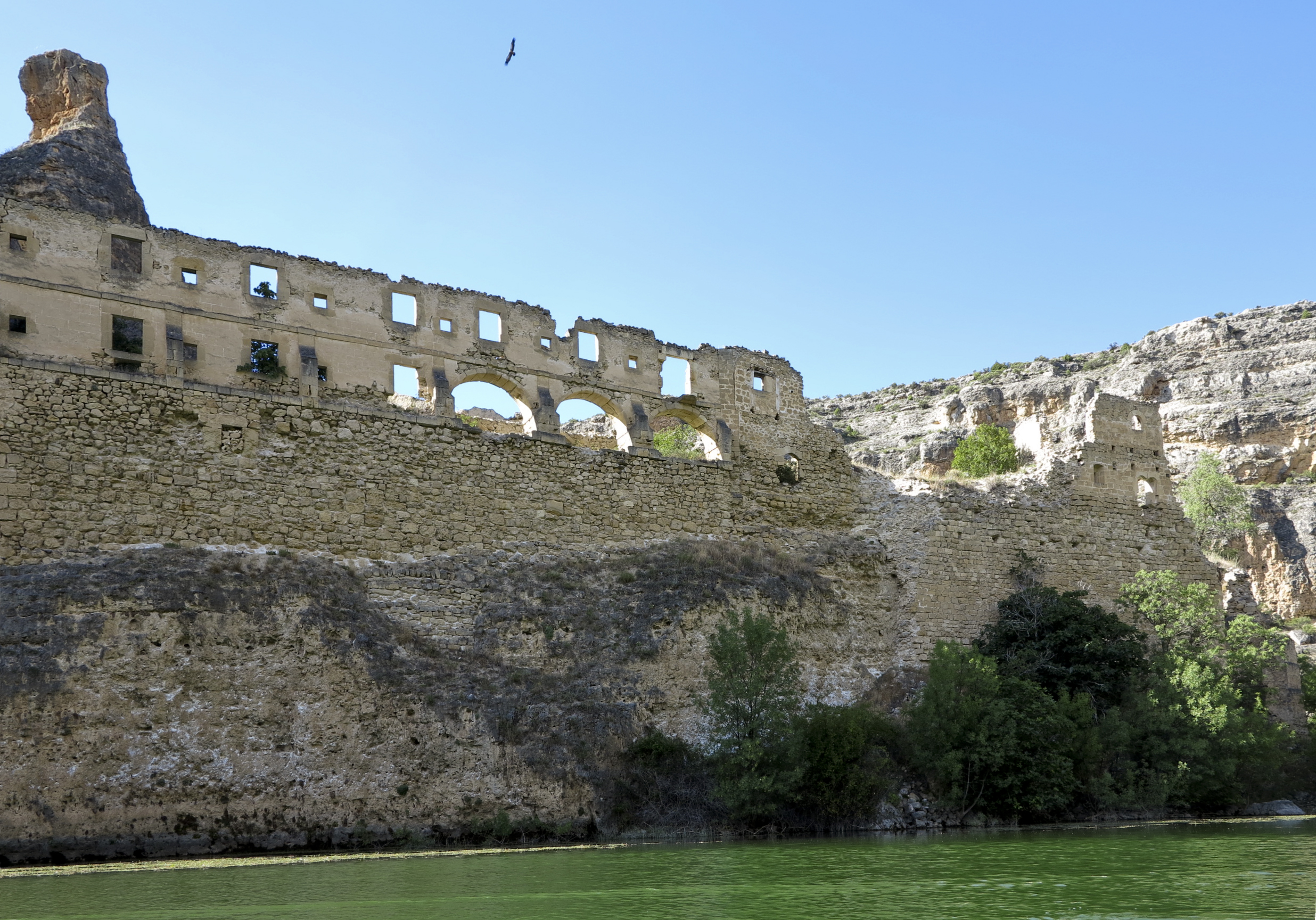
Södra väggen är nästan intakt.
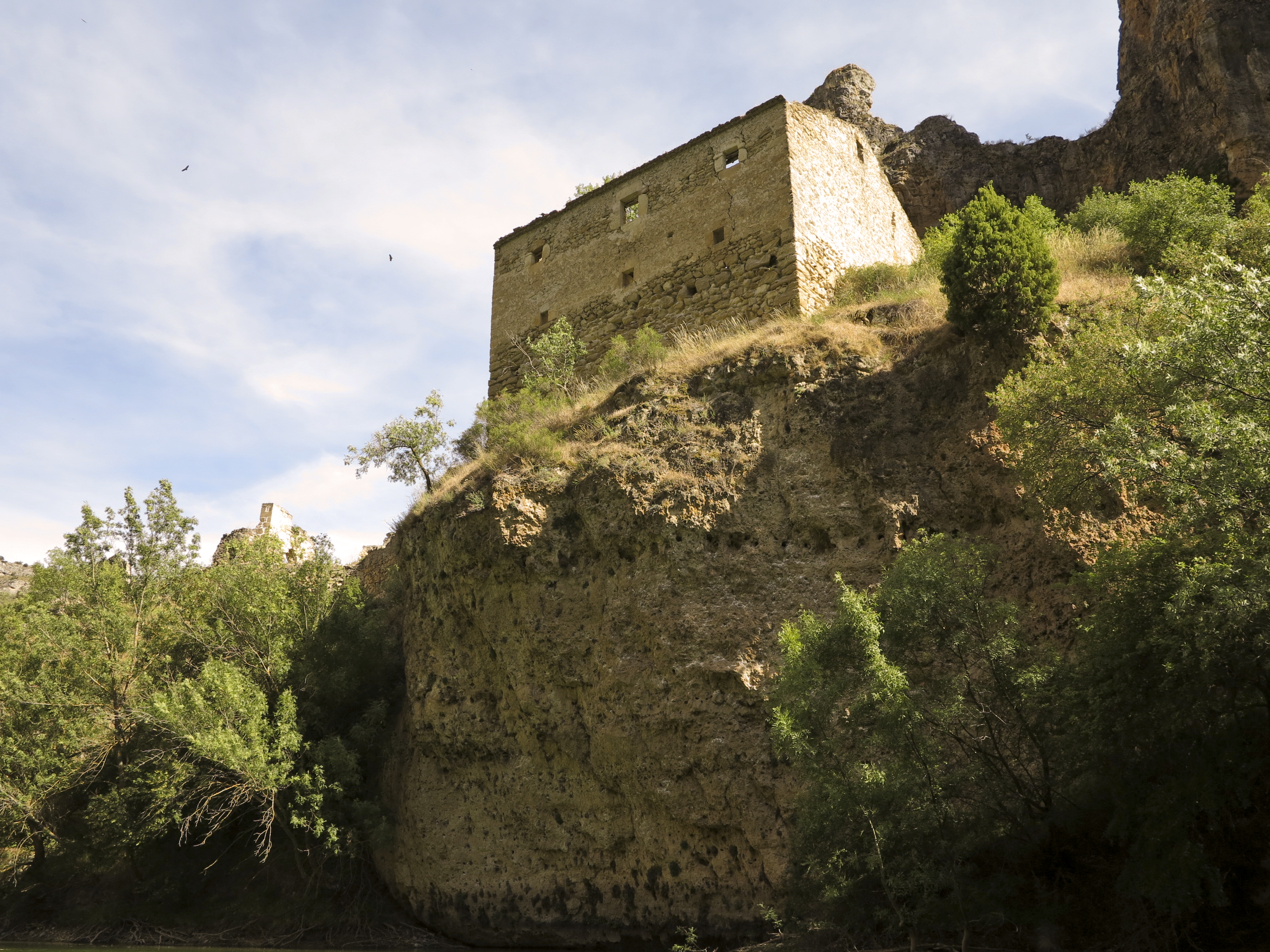
Sidobyggnaden.
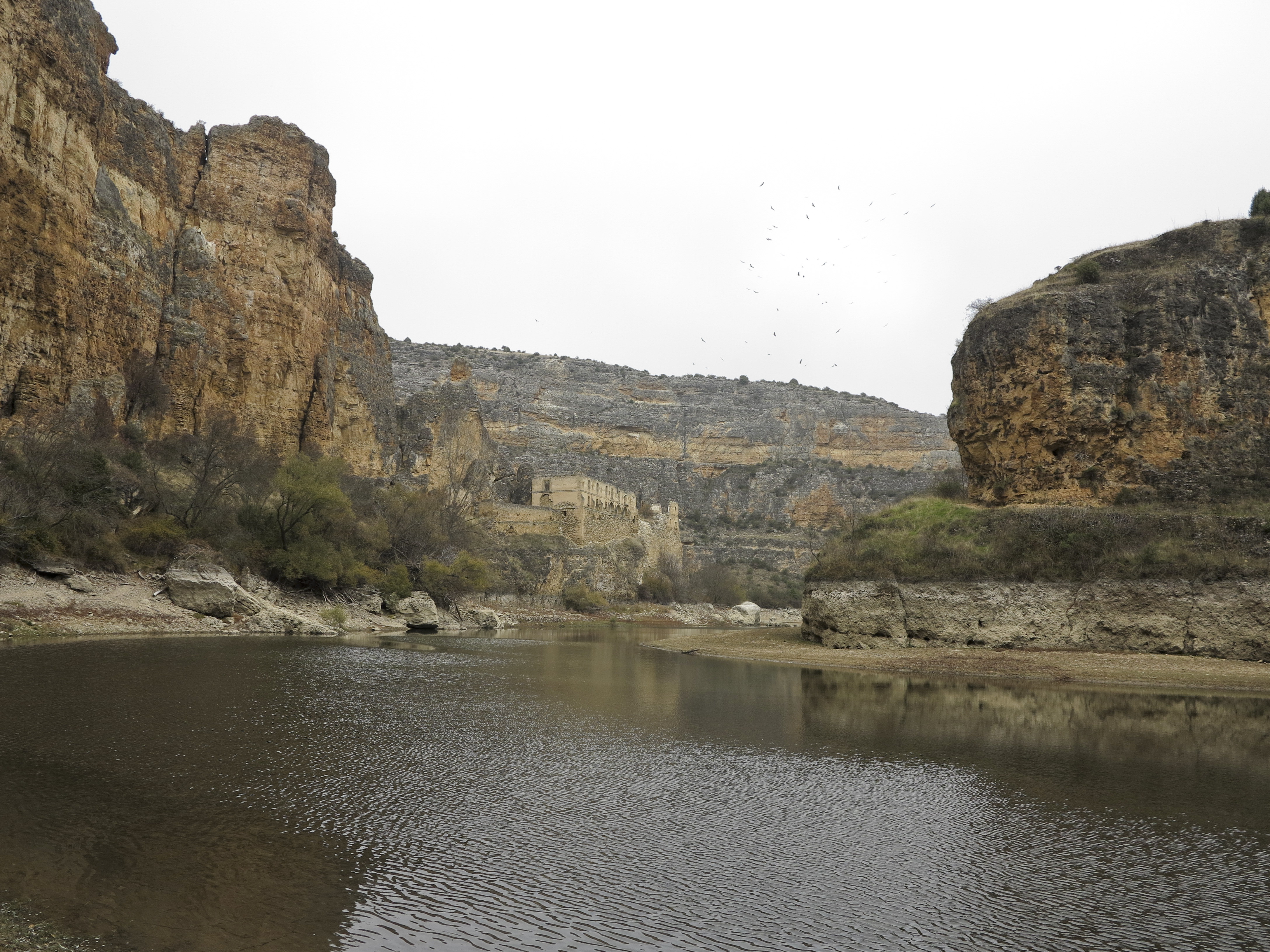
Under perioder av lågvatten kan klostret nås till fots.

## Fotnoter och källor
1. ↑  camarín (inom katolska kyrkan) är ett litet kapell bakom altaret, där en helgonbilds kläder och smycken förvaras

1. ↑  BOCYL nº 181 de 2012-09-19. Tillkännagivande 80/2012, den 13 september, Junta de Castilla y León, där man utser ruinerna av Convento de Nuestra Señora de los Ángeles de la Hoz del Río Duratón, en Sebúlcor (Segovia), till ’’Bien de Interés Cultural’’, kategori ”Monument”.
2. ↑  På originalspråk: Yace un convento en una profundidad horrenda. Yace, digo, porque esta como en una lóbrega sepultura.
3. ↑  ”El Convento de la Hoz”. Arkiverad från originalet den 21 november 2011. https://web.archive.org/web/20111121065202/http://www.sebulcor.com/c.htm.